# Eugénio Manuvakola
Eugénio Antonino Ngolo "Manuvakola" (Bocoio, 7 de junho de 1947) é um militar e diplomata angolano. É deputado pela União Nacional para a Independência Total de Angola (UNITA) na Assembleia Nacional.

## Biografia
Nascido em Bocoio, na província de Benguela, Eugénio Manuvakola é filho do professor de escolas protestantes António Kavita Ngolo e da trabalhadora doméstica Albertina Essenje Chivala Ngolo. Mudou-se para o Huambo onde estudou no Liceu Nacional Norton de Matos (actualmente denomina-se Escola Secundária Comandante Bula Matadi). Nesta cidade, alistou-se no Exército Português em 1969. Mudou-se para Luanda em 1972 para estudar medicina na Universidade Agostinho Neto, tendo permanecido na vida acadêmica até 1975.
Preferiu abandonar a faculdade para filiar-se à UNITA em janeiro de 1975 na cidade do Huambo. É enviado para Luanda para trabalhar no escritório da UNITA na cidade. Em março foi como delegado para a conferência nacional da ala jovem do partido, a Juventude Unida Revolucionária de Angola (JURA), ocorrida no Huambo. Nesta conferência, foi eleito secretário-geral da JURA, funções que ocupou até 1977.
Em junho de 1975 foi membro da delegação da UNITA na 25ª Conferência do Comité de Libertação da Organização da Unidade Africana (OUA), realizada em Rabate, nos Marrocos.
Foi enviado para as zonas de combate de Lumbala Guimbo, no leste de Angola, servindo nas Forças Armadas de Libertação de Angola (FALA), rapidamente alcançando posição no Bureau Político do partido. Com a derrota militar, juntou-se ao grupo de Jonas Savimbi na "Longa Marcha" até a base partidária de Sandona (Moxico). No "Manifesto do Rio Cuanza", Savimbi o promoveu a major das FALA e comandante da Região Militar do Cuanza. Em janeiro de 1977 é promovido a tenente-coronel e comandante da Região Militar do Huambo.
Foi designado para comandar as bases secretas de artilharia antiaérea da UNITA no Cuando-Cubango e na Faixa de Caprivi, na Namíbia Sul-Africana, chegando em 1980 a ser nomeado administrador-geral civil (equivalente a ministro do interior) da autodenominada República Popular Democrática de Angola.
Em 1981 foi nomeado para chefiar o Secretariado-Geral do Comité Central do partido, sendo confirmado para mesma função no 5º congresso da organização em 1982, acumulando também a função de secretário de organização do Comité Central da UNITA.
Nos episódios conhecidos como "Setembro Vermelho", entre 1981 e 1982, sua então esposa, Florbela Malaquias, divergiu de Savimbi e foi presa, mas conseguiu fugir. Porém, Manuvakola acabou por ser implicado pelas posições da esposa e continuou sob custódia do partido.
Foi readimitido por Savimbi nas estruturas do partido em 1986 como secretário de informação da UNITA, em 1988 novamente como secretário de organização, bem como membro do Bureau Político, e em 1989 como general de divisão das FALA.
Com a morte de Alicerces Mango em 1992, tornou-se secretário-geral do partido, participando como diplomata nas negociações de paz com o Estado angolano. Foi o responsável por assinar o Protocolo de Lusaca na capital da Zâmbia, Lusaca, no dia 20 de novembro de 1994, com o então Ministro das Relações Exteriores do Estado angolano, Venâncio da Silva Moura. O documento tinha como base a desmobilização das FALA e a fusão destas nas recém-criadas Forças Armadas Angolanas (FAA).
Rompeu com a UNITA, por considerar a posição do partido não-pragmática e intransigente, e liderou a formação da tendência UNITA Renovada, que tomou o estatuto partidário da UNITA em 1999, e passou a fazer oposição política no parlamento angolano, abandonando o embate militar. Disputou e venceu as eleições internas da presidência da UNITA Renovada com Jorge Valentim. Manuvakola renunciou à liderança da UNITA Renovada em julho de 2002, e promoveu a reintegração e fusão com a UNITA.
No ínterim, passou a integrar, como general, as Forças Armadas Angolanas (FAA), bem como assumir posições no Governo de Unidade e Reconciliação Nacional (GURN).

## Vida pessoal
Foi casado com a jornalista, advogada e política Florbela Malaquias, com quem teve cinco filhos. Sua filha Navita Ngolo também seguiu carreira política.